# Овочечистка

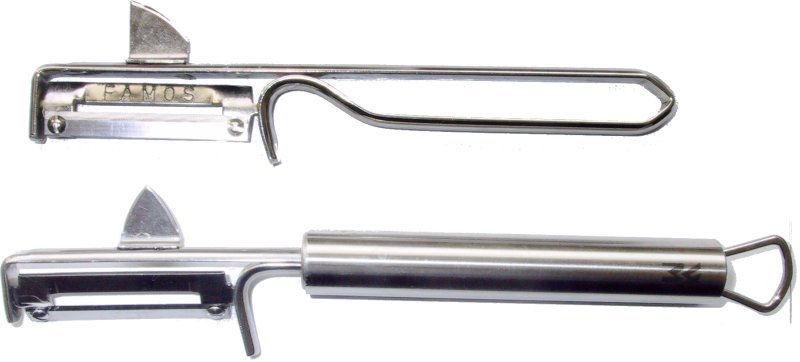
овочечистка

Овочечистка або чистка для овочів — (нім. Sparschäler від нім. sparen — «економити» і нім. schälen — «чистити (овочі, фрукти)») це кухонне начиння для чищення фруктів і овочів, переважно картоплі, моркви чи спаржі. Вона є альтернативою ножу для чищення. Перевага перед звичайним кухонним ножем полягає в тому, що знімаються лише дуже тонкі шкірки, а м’якоть втрачається мало.

## Історія

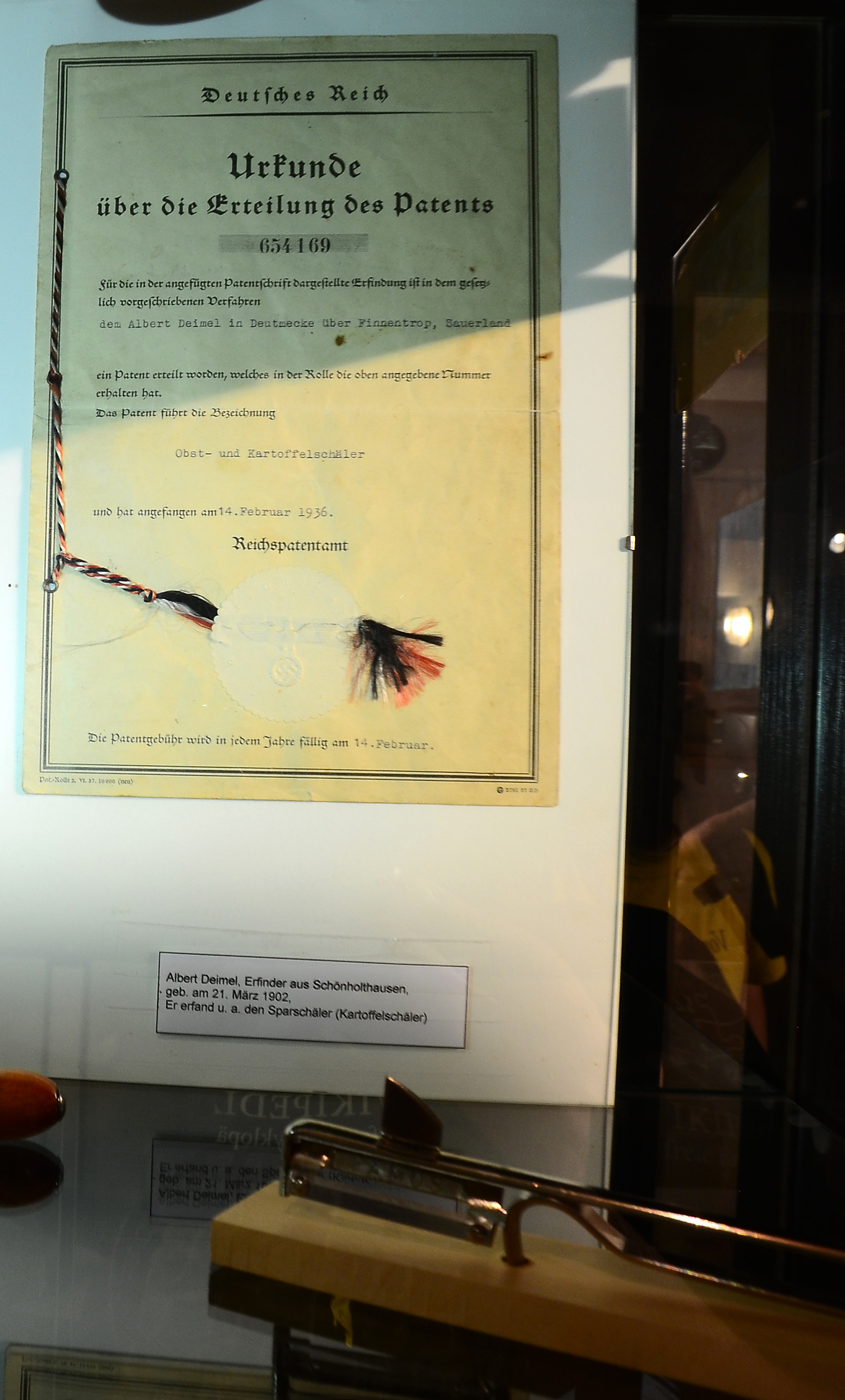
Патентний сертифікат від Альберта Деймеля

Картоплечистку Famos (нім. famos — «відмінно») має поздовжньо встановлене рухоме лезо. Її винайшов Альберт Деймель із міста Шенхольтхаузен у регіоні Зауерланд.  Патентне свідоцтво від 14 лютого 1936 року знаходиться в музеї «Heimatstube» в Шенхольтхаузені . Відповідно до Першого перехідного акту 1949 року опис патенту було видано 19 лютого 1950 року на території Федеративної Республіки.  Шість років після цього Губерт Деймель заснував компанію Hubert Deimel Hauswarenfabrik, яка стала Famos GmbH у 2001. Після придбання вона була перейменована на Westmark. 
Першою овочечисткою з поперечним рухомим лезом була модель Rex від Alfred Neweczerzal, яка була запатентована в 1947 році.    Zena AG все ще виробляє ці овочечистки, два мільйони одиниці щороку, тож у 2009 році їх було понад 70 мільйонів. Дві третини продукції йде на експорт. «Sparschäler Rex» з’явився в серії «Designklassiker der Schweiz» у 2003 році як мотив на 15- Раппен марці швейцарської пошти . 

## Функціональність
Через рухоме лезо цією овочечисткою можна легко чистити овочі та фрукти по контурами. У деяких моделей напроти леза знаходиться розпірка, яка тримає відстань, щоб обмежити товщину того, що зрізують. Також є моделі, у яких можливо налаштувати цю товщину за допомогою гвинтів. З коротким додатковим лезом вирізають пошкодження або вічка картоплі. У простих чистках з нерухомим лезом треба рухати овочі рукою (старіші картоплечистки).

## Види
Існують два типи овочечисткок: з лезом уздовж ручки, і з лезом поперек. Поздовжні леза закріплені або двобічні (симетричні) або тільки на стороні ручки (асиметричні). Поперечне лезо підходить для довгих рухів, які здійснюються повною рукою, як у огірків і спаржі. Поздовжне лезо підходить і для довгих і для маленьких овочів, як картопля. Крім того овочечистка із повздовжнім лезом ергономічніша і зручніша, великий палець підтримує й водить чистку.     
Симетричні чистки з двобічним закріпленням і поперечні чистки часто оснащені з маленьким лезом для вирізання вічках картоплі. Ця функція в асиметричних овочечистках має особливо сформоване вістря леза.    

Види овочечисток
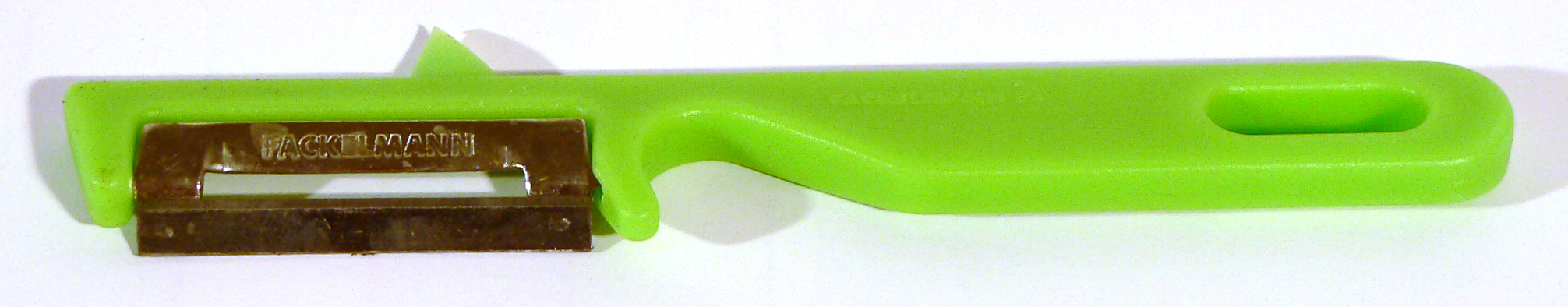
Овочечистка з пластиковою ручкою
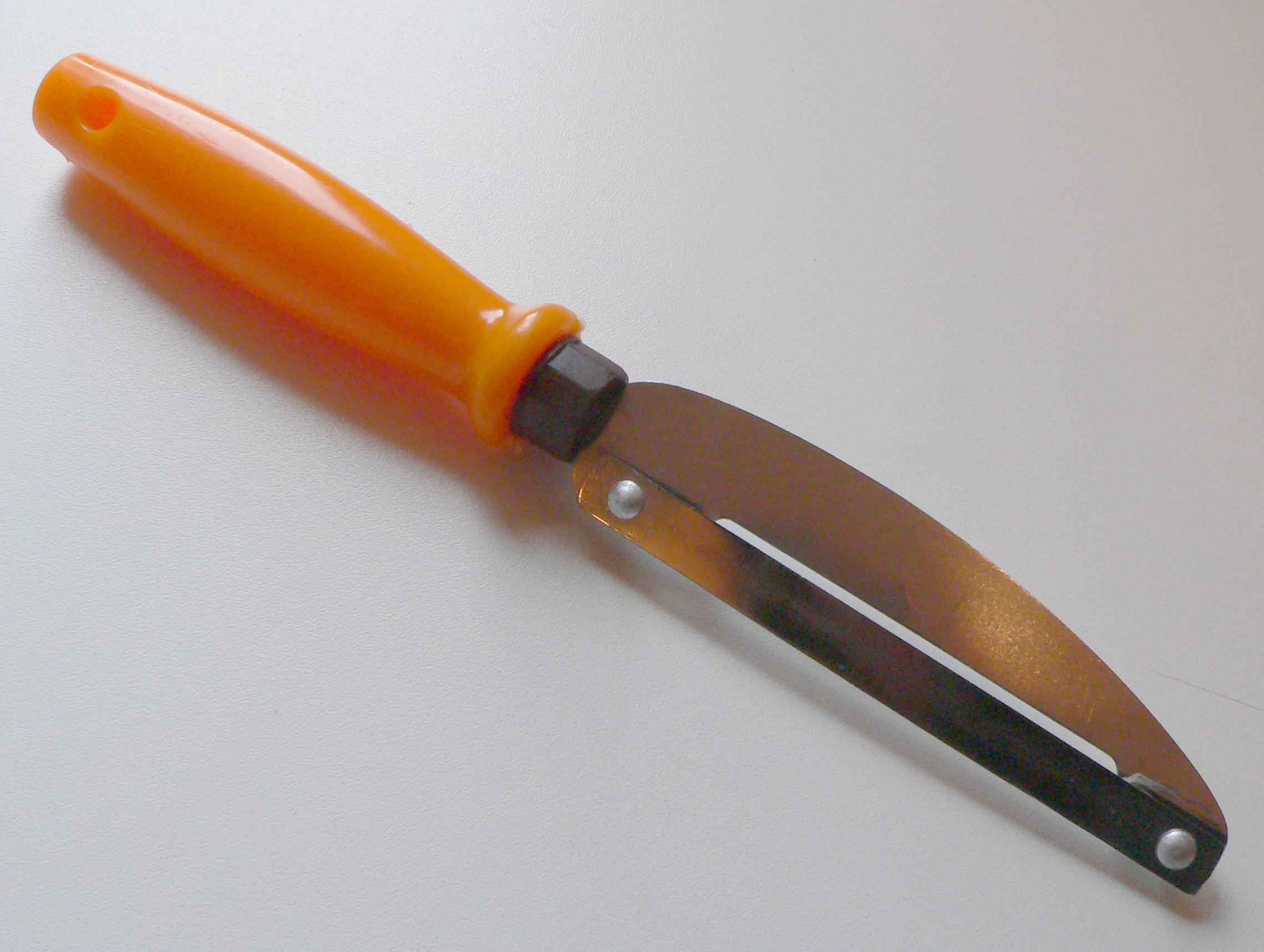
картоплечистка
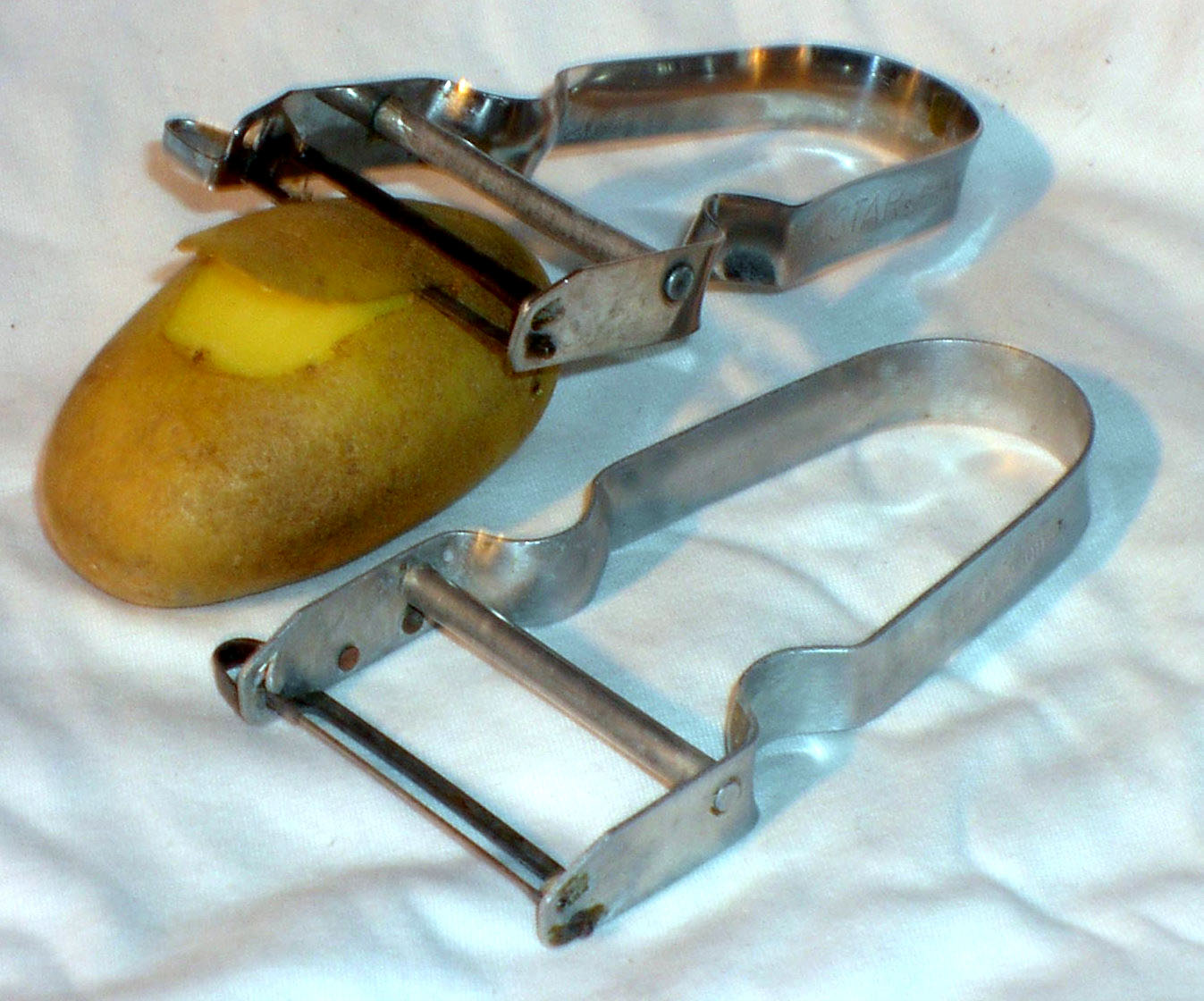
Овочечистка моделі «Рекс»
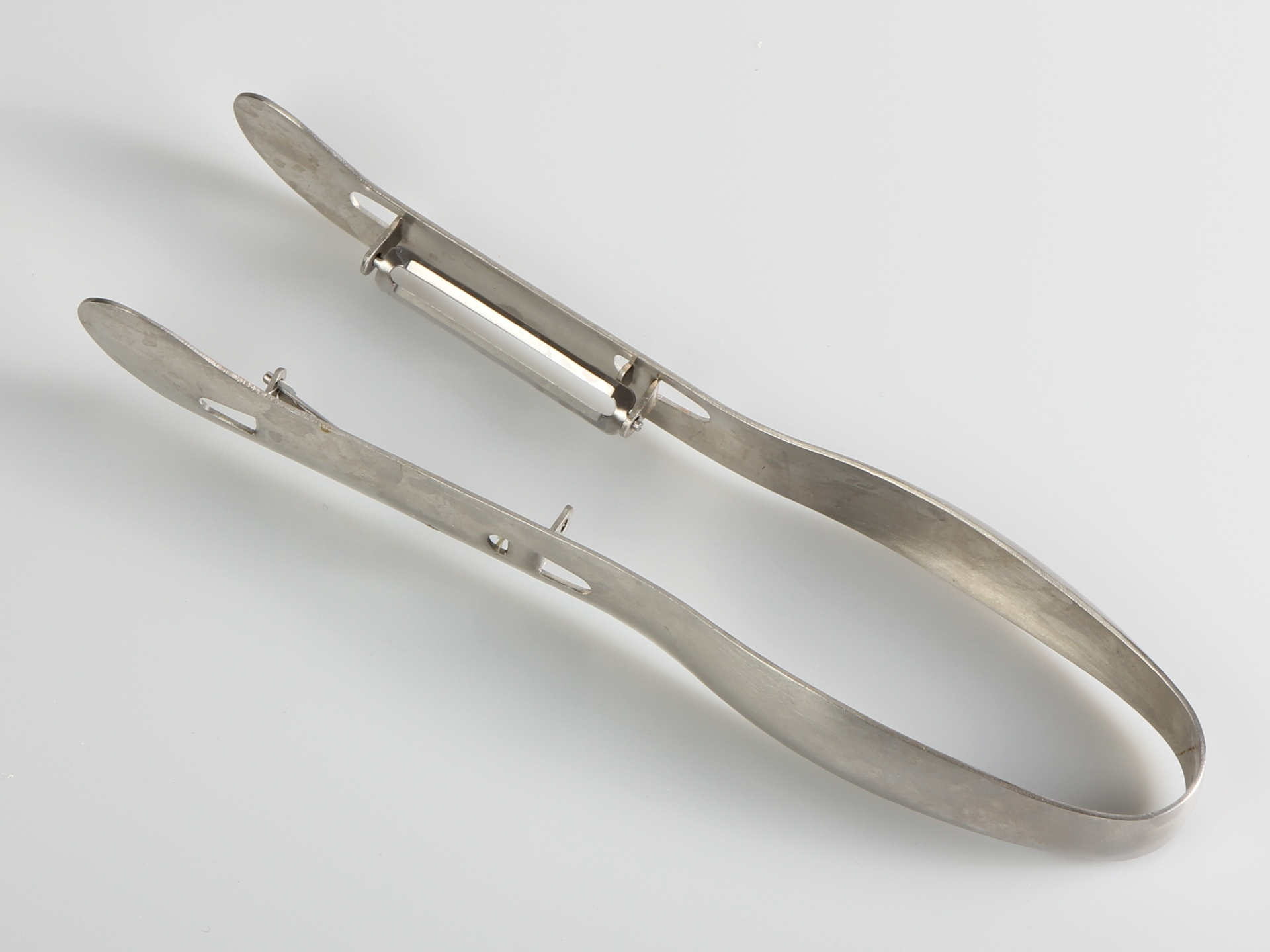
Двостороння спаржечистка
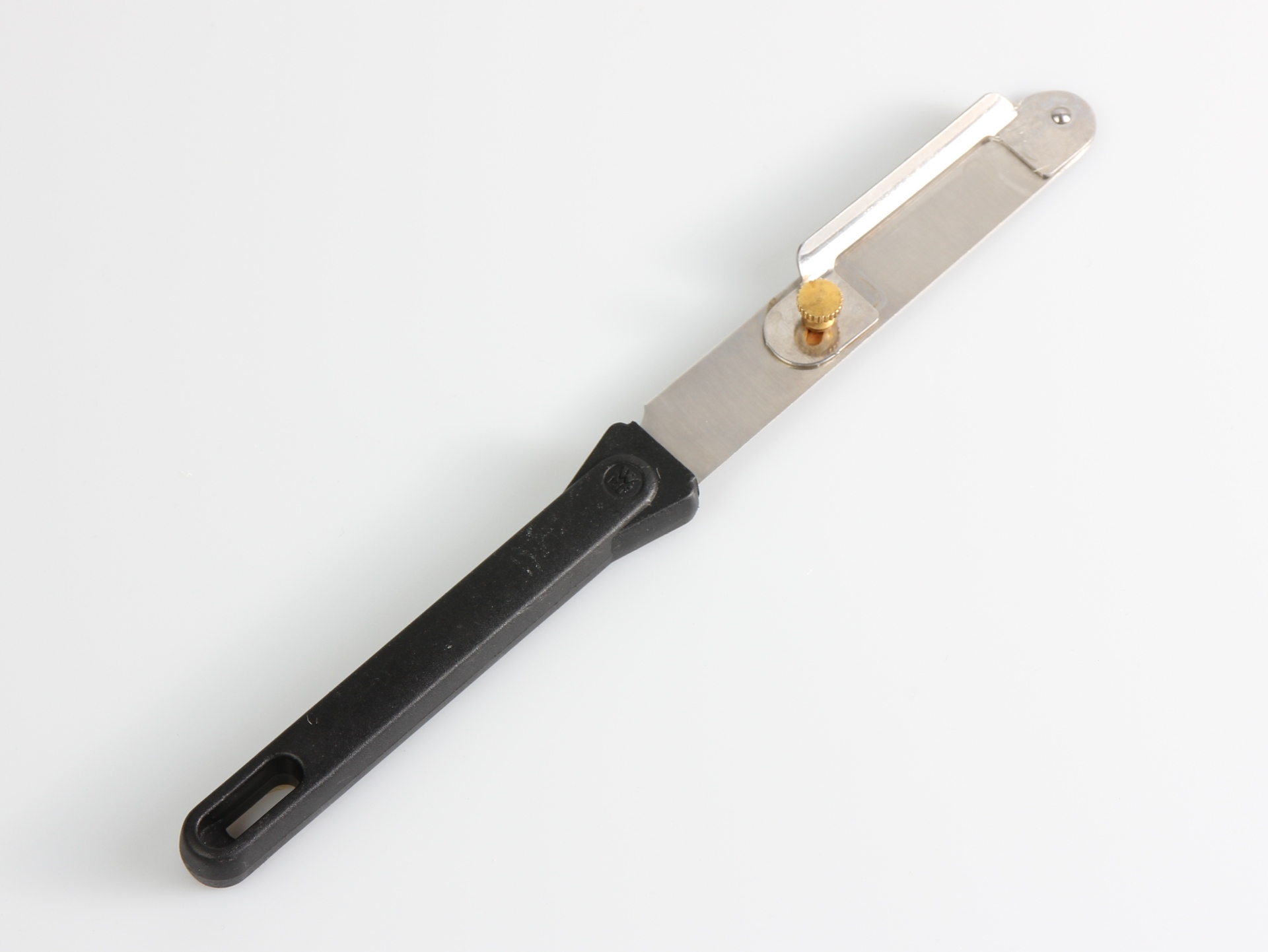
Спаржечистка з налаштовуваною глибиною чистки
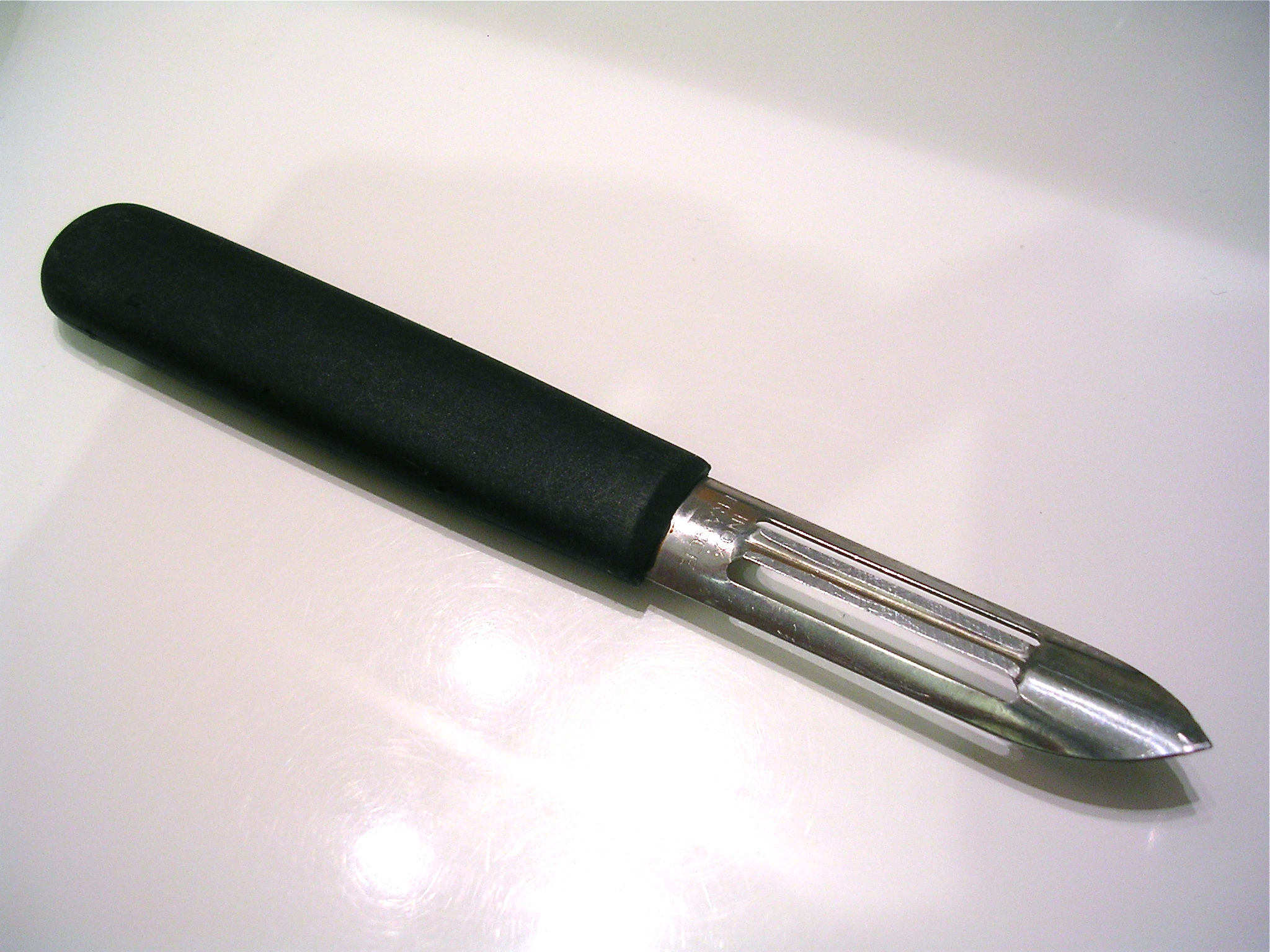
Поздовжна овочечистка з асиметрично встановленим лезом

## Індивідуальні докази
1. ↑  Dafür sind die mysteriösen Zacken am Sparschäler wirklich gedacht У: merkur.de, 24 січня 2020, доступ до сайту 3 грудня 2023.
2. ↑  Worldwide.espacenet.com - Originaldokument DE819136 (C)―1951-10-29 доступ до сайту 17 липня 2014.
3. ↑  https://www.westmark.de/de-de/ueber-uns
4. ↑   Küchengehilfe und Designobjekt Der Sparschäler Rex wird in Affoltern am Albis gefertigt NZZ 22 січня 2004.
5. ↑  Neweczerzal (Alfred Neweczerzal, на сайті geboren.am, доступ до веб-сайту 24 жовтня 2020), народжений у швейцарському Давосі, був нащадком чеських емігрантів і дідусем нинішнього (2004) власника Zena AG
6. ↑  Ein Ding erzählt SRF, Kulturplatz 18 липня 2012.
7. ↑  Зображення поштової марки 15-Раппен у Die schweizerische Post доступ до веб-сайту 03.01.2024